# Старообрядництво
Старообрядці, старовіри, розкольники — релігійно-суспільний рух, що виник у середині XVII століття в Московському царстві як реакція проти церковних реформ патріарха Никона. Поняття «старообрядництво» з'являється після розколу Російської православної церкви в середині XVII століття. На Помісному Соборі РПЦ 1971 року РПЦ визнала, що всі старі обряди є рівночинними до нових, тобто їх можуть практикувати і не старообрядці.

## Історія
Старообрядці виступили проти офіційної Російської православної церкви, у якій Московський патріарх Никон (1652—1667) розпочав реформу богослужбових книг, що полягала у виправленні слов'янських текстів відповідно до книг, що друкувалися у католицькій Венеціанській республіці (у цьому допомагали українські вчені Єпіфаній Славинецький, Арсеній Сатановський, Теодосій Сафонович та інші). Основною причиною протесту стала безглуздість змін чи внесення подвійного змісту. Ця реформа й деякі обрядові зміни наразилися на гострий опір частини духовенства і вірних, які виступали на оборону старих книг, проти офіційного православ'я, що його підтримував уряд. Рух старообрядців, ідеологами якого були протопопи Аввакум Петрович, Іван Неронов та інші, набрав масового характеру після православного собору 1666—1667 років, на якому всіх, хто дотримувався старих обрядів (тобто разом із давно спочилими святими) піддано анафемі, а церква й уряд почали їх переслідувати. Тоді старообрядці взяли участь у політичних і суспільних рухах проти режиму (у селянській війні під керівництвом Степана Разіна (1670—1671), у обороні Соловецького монастиря (1668—1676) та Московському повстанні 1682 року тощо). Втікаючи від репресій, старообрядці оселялися в малозаселених краях і місцевостях Росії: Півночі, Уралі, Дону, Заволжі, а також поза її кордонами — у Білорусі (Вітка на Гомельщині), Правобережній Україні, Молдавському князівстві, в Османській імперії тощо. Унаслідок внутрішніх конфліктів старообрядці поділилися на поміркованіших — попівців (вони мали священиків, а з XIX століття— єпископів, визнавали таїнства), і радикальніших — безпопівців (у них богослуження і треби виконували миряни), які далі ділилися на численні групи (деякі з них можна зарахувати до сектантів). Поступово репресії проти старообрядців зменшилися (за Катерини II і пізніше), подекуди припинилися, а закон 1883 року й зокрема толерантний едикт 17 квітня 1905 року приніс їм повну свободу віросповідання. З початку 19 ст. частина старообрядців наблизилася до офіційної Православної Церкви, утворивши Єдиновірську церкву, що зберігала давні книги й обряди, але визнала зверхність Синоду. Із середини 19 ст. попівці мали єпископів із митрополитом на чолі. 1914 року старообрядців нараховувалось близько 2 млн. За радянської влади старообрядці зазнали переслідувань, що їх, однак, витримали. Зараз вони оформлені як Старообрядницька Білокриницька архієпископія Московщини й усієї Русі, що репрезентує попівців, і Вища Старообрядницька Рада у Литві. Приблизне число старообрядців нині 1 млн.

## Течії старообрядництва

### Попівство

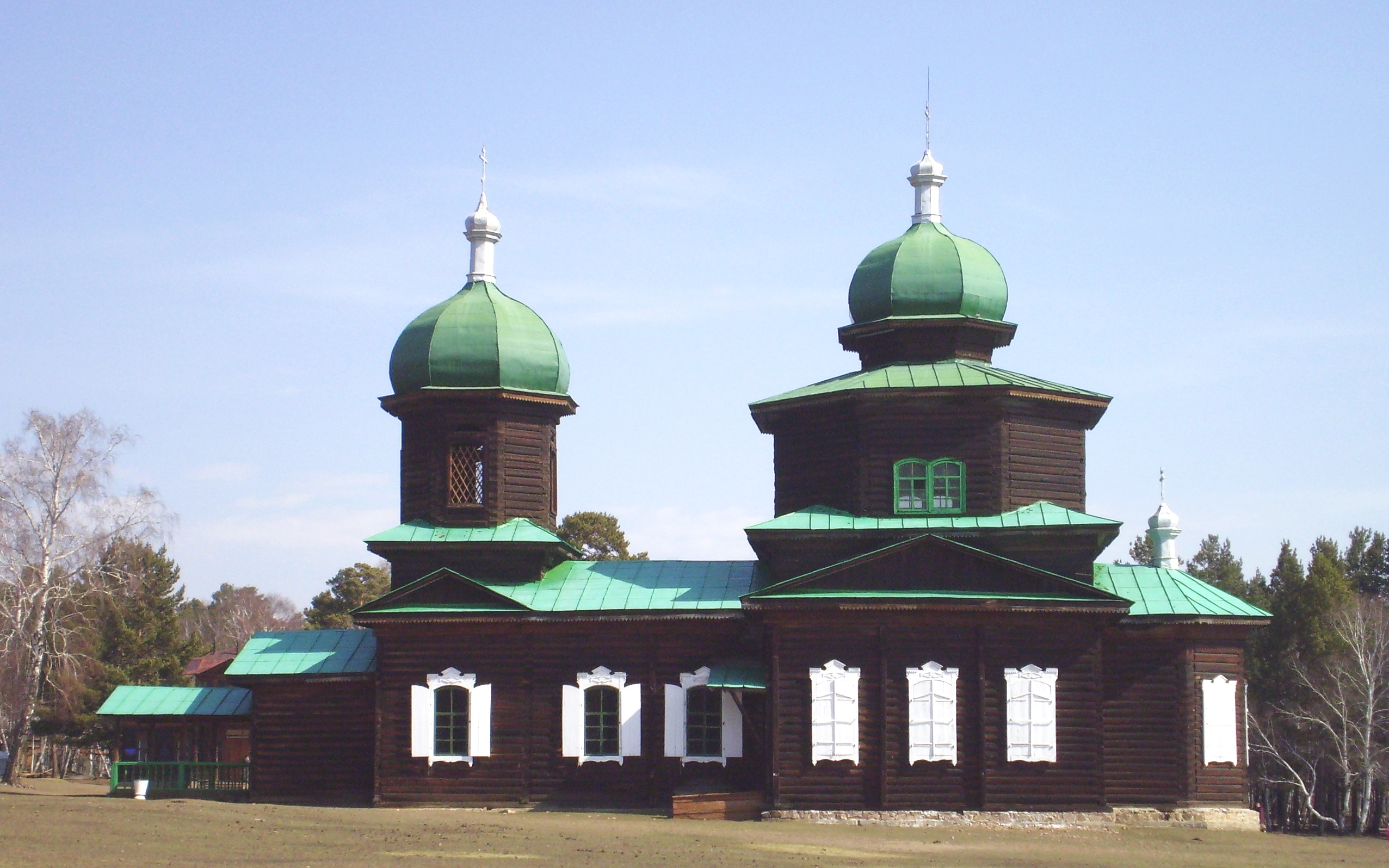
Микільська церква, село Никольськ Мухоршибірського району Бурятії. Експонат Етнографічного музею народів Забайкалля.

Одне з двох основних течій старообрядництва. Виникло внаслідок розколу і закріпилося в останньому десятилітті XVII століття.
Примітно, що сам протопоп Аввакум висловлювався за те, щоб приймати священичі свячення з новообрядної церкви:«І хто у православних церквах, де спів без домішок усередині вівтаря і на крилосах, а піп новопоставлен, про се посудити — аще він піп проклинає ніконіан і службу їх і всією силою любить старовину: за потреби справжнього ради часу нехай буде піп. Як же в миру бути без попів? До тих церквам приходити.»
Попівці сприймають всі 7 таїнств християнства і визнають необхідність священиків при богослужіннях і обрядах. Характерним є участь в церковному житті не тільки священнослужителів, але й мирян.
Основними центрами попівства спочатку був Нижньогородський край, де нараховувалося десятки тисяч старообрядників, Донська область, Стародуб. У XIX столітті найбільшим центром попівства стала громада в Москві, в якій провідну роль відігравали власники мануфактур.
Спочатку попівці були змушені приймати священиків, що перебігали з різних причин з Російської православної церкви. За це попівці отримали назву «біглопопівці». У силу того, що багато архієпископів і єпископів або приєдналися до нової церкви, або, в іншому випадку, були репресовані, старообрядці не могли самі висвятити дияконів, священиків чи єпископів. У XVIII столітті було відомо кілька самозваних єпископів (Афіноген, Анфим), які були викриті старовірами.
При прийомі новообрядних священиків-перебіжчиків попівці, посилаючись на ухвали різних Вселенських і помісних соборів, виходили з реалій рукоположення в РПЦ і можливості прийому трьохзанурених хрещених новообрядцями в тому числі священство 2-м чином (через миропомазання та відречення від єресей), з причини того, що Апостольська спадкоємність в цій церкві збереглася, незважаючи на реформи.
У 1800 р., невелика частина поповців перейшла під юрисдикцію РПЦ, зберігши дореформену обрядовість. Для них була створена окрема структура — т. зв. Єдиновірча церква. Згодом більша частина відтворила трьохчинну ієрархію, третя частина перейшла в безпоповщину.
У 1846у, після переходу до старообрядництва митрополита боснійського Амвросія, виникла Білокриницька ієрархія, яка в наш час[коли?] є одним з найзначніших старообрядницьких напрямків, що допускає священство.
За догматикою попівці мало відрізняються від новообрядців, проте дотримуються при цьому старих — доніконіанських — обрядів, богослужбових книг та церковних традицій.
Чисельність поповців на кінець XX століття становить близько 1,5 — 2 мільйона чоловік, велика частина яких зосереджена в Росії (найбільші групи знаходяться в Московській і Ростовській областях).
В даний час попівці діляться на дві основні групи: Російська православна старообрядська церква та Російська Давньоправославна церква.

### Безпопівство

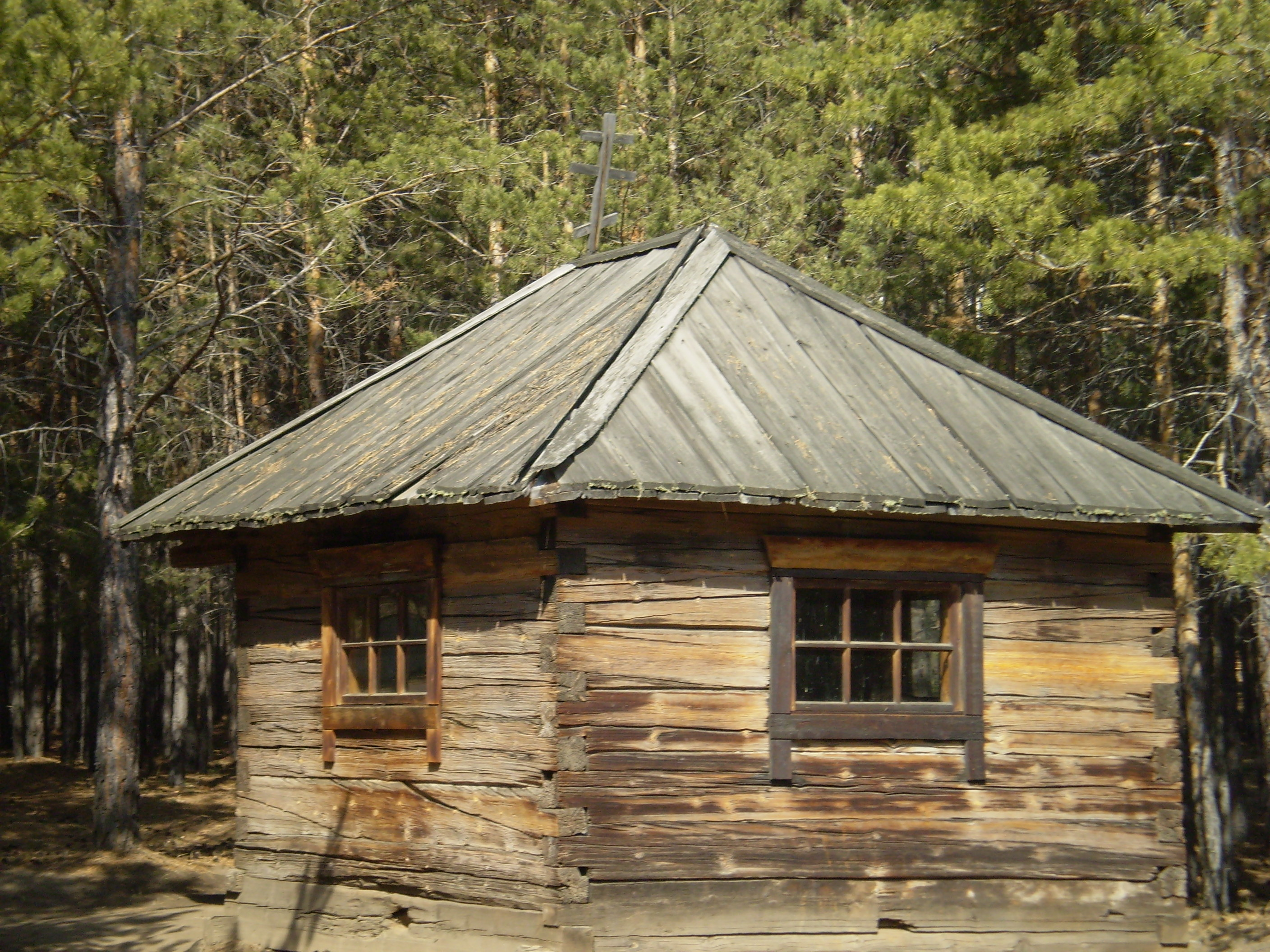
Каплиця безпопівців. 1910 рік. Побудована в с. Ключі, Іволгинського району Бурятії. Експонат Етнографічного музею народів Забайкалля.

Виникло в XVII столітті після смерті священиків старого висвячування. У лавах старообрядців після розколу не було жодного єпископа, за винятком Павла Коломенського, який помер ще в 1654 році і не залишив собі наступника. За канонічним правилам Православна Церква без єпископа існувати не може, тому що тільки єпископ має право посвятити священика і диякона. Старообрядницькі священики дониконівського поставлення скоро померли. Частина старообрядців, яка заперечує можливість існування «істинного» духовенства, сформувала безпопівський толк. Старообрядці (іменовані офіційно як древлєправославні християни іже священства не приємлющі), відкинули священиків нового поставлення, залишившись абсолютно без священиків, стали в побуті називатися безпопівцями.
Безпоповці спочатку селилися в диких необжитих місцях на узбережжі Білого моря і тому стали називатися поморами. Іншими великими центрами безпопівців стали Олонецький край (сучасна Карелія) і річка Керженець в Нижньогородських землях. Згодом, у безпопівському русі виникли нові поділи і утворилися нові згоди: Данилівська (поморське), Федосіївска, Филипівська, часовенна, спасова, аристова та інші, більш дрібні і екзотичні, на зразок середників, дирніків і бігунів. У наш час[коли?] найбільше об'єднання безпопівства — Давньоправославна поморська церква.
До числа безпопівських згод в ряді випадків відносили і відносять деякі псевдохристиянські секти на тій підставі, що послідовники цих сект також відкидають окормлення офіційним священством.

## Оселення в Україні
Втікаючи від російських переслідувань, старообрядці оселялися у 1660-х pp. на Лівобережній Україні і створили, починаючи з часів гетьмана Дем'яна Многогрішного і згодом, низку так званих розкольничих слобід на території Стародубського і Чернігівського полків. Колонізація поширилася за часів Івана Мазепи й Івана Скоропадського. Оселення цих слобід відбувалося здебільшого з дозволу місцевих державців (як старшини, так і монастирів, зокрема Києво-Печерської лаври). Але економічна сила слобід й інтереси російської централістичної політики по 1709 році допомогли їм уникнути залежності від місцевих державців і української влади. Указ Петра І 1716 року легалізував становище старообрядців на Гетьманщині та затвердив їх права та володіння. За переписом 1715—1718 років, у 17 слободах північної Гетьманщини було 377 дворів «ґрунтових раскольників» (тих, що мали землі), 159 «бобильських» хат і 50 «пустих». Населення слобід широко розгорнуло торгово-промислову діяльність. Збагачення слобід і незалежність їх від місцевих державців і гетьманської влади викликало репресії збоку останньої. Гетьман І. Скоропадський у 1716 і 1719 роках заборонив старообрядцям торгувати на Гетьманщині, але ця заборона залишилася на папері; також марні були його прохання виселити старовірів з України, й осередком старообрядців на Гетьманщині лишилася слобода Клинці, яка у другій половині 18 ст. стала й культурним центром старообрядців (друкарні для церковних і світських книг), а з кінця 18 ст. і протягом 19 ст. тут утворився великий осередок текстильної промисловості (виробництво сукна й ін.), який на початку 20 ст. став найбільшим в Україні.

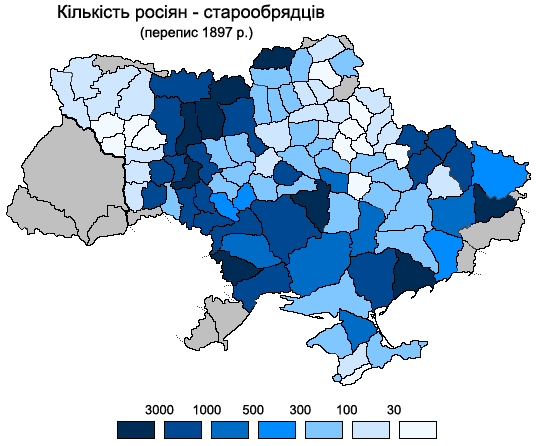
Розселення російських старобрядців на території України наприкінці XIX ст.

Економічне зростання та збільшення населення слобід на півночі Гетьманщини, з одного боку, та постійні конфлікти їх із місцевими дідичами й українською владою (зокрема на ґрунті збільшення державних податків) спричинилися до того, що, починаючи з середини 18 ст., частина старообрядців з Чернігівщини (а також із сусідньої Гомельщини) переселилася на малозалюднені простори Південної України. Вони селилися в Новій Сербії, пізніше Слов'яносербії, а по опануванні Російською імперією всієї Південної України на Херсонщині (зокрема в Бериславському повіті) і Таврії (особливо в Мелітопільському повіті), де їх 1832 року було понад 7 000. Оселення старообрядців на півдні України підтримував уряд, щоб заселити вільні землі, і давав їм на деякий час різні пільги. У середині 18 ст. старообрядці оселилися в південній Бессарабії (їх називали тут липованами) і в гирлі Дунаю (с. Вилкове). Приплив старообрядців збільшився по приєднанні Бессарабії до Російської Імперії 1812 року. У кінці 19 ст. у всій Бессарабії, жило біля 30 000 старообрядців — на півдні і в Хотинському повіту.
У 1760—1780 pp. старообрядці-липовани з Молдавії і Волощини, пізніше також із Бессарабії, поселялися на Буковині й Поділлі. Австрійська влада, зацікавлена в заселенні Буковини, ставилася прихильно до старообрядців. Цісарським патентом 1783 року Йосиф II звільнив їх від податків і гарантував свободу віровизнання. Центральним поселенням старообрядців було с. Біла Криниця (нині Глибоцького району), де вони при матеріальній допомозі одновірців з Росії мали свій церковний центр: монастир і собор, з 1844 — єпископат, а потім ієрархію (Білокриницьку) на чолі з митрополитом, яка висвячувала священиків і єпископів для старообрядців всієї Російської Імперії (цей центр, після толерантного едикту 1905 року, частково перенесено до Москви (осередком старообрядців-попівців була тут церква на Рогозькому цвинтарі). Кількість старообрядців на Буковині: 1794 — 400, 1844 — 2000, 1900 — 3 110, 1930 — 3 200. Більшість старообрядців на Буковині були попівцями. У 1880—1890-их pp. буковинські старообрядці видавали у Коломиї журнали «Старообрядецъ» і «Давняя Русь» за ред. Н. Чернічева.
Як усюди, так і в Україні, старообрядці жили здебільшого в окремих оселях. Від місцевого українського населення вони відрізнялися як вірою, традиціями, так і мовою, будовою та внутрішнім оформленням хат, також і побутово-економічними прикметами. Основним зайняттям старообрядців було сільське господарство (хліборобство, городництво й садівництво), різні види ремесла й промисловості, торгівля. Серед міських старообрядців було чимало багатіїв-купців і фабрикантів. Як виразно чужонаціональне середовище, старообрядці сприяли русифікації деяких місцевостей, зокрема на півночі Чернігівщини, що допомогло радянській владі відокремити від України цю територію і приєднати її до РРФСР.
Нині на території України є близько 50 старообрядних храмів (зокрема в селі Борсків на Вінниччині), у половині яких немає постійного настоятеля. В Україні є як безпопівські течії, так і попівськи Церкви: РПсЦ (Російська Православна старообрядна Церква) та РДЦ (Російська Древньоправославна Церква)

## Особливості обрядів

### Основні відмінності

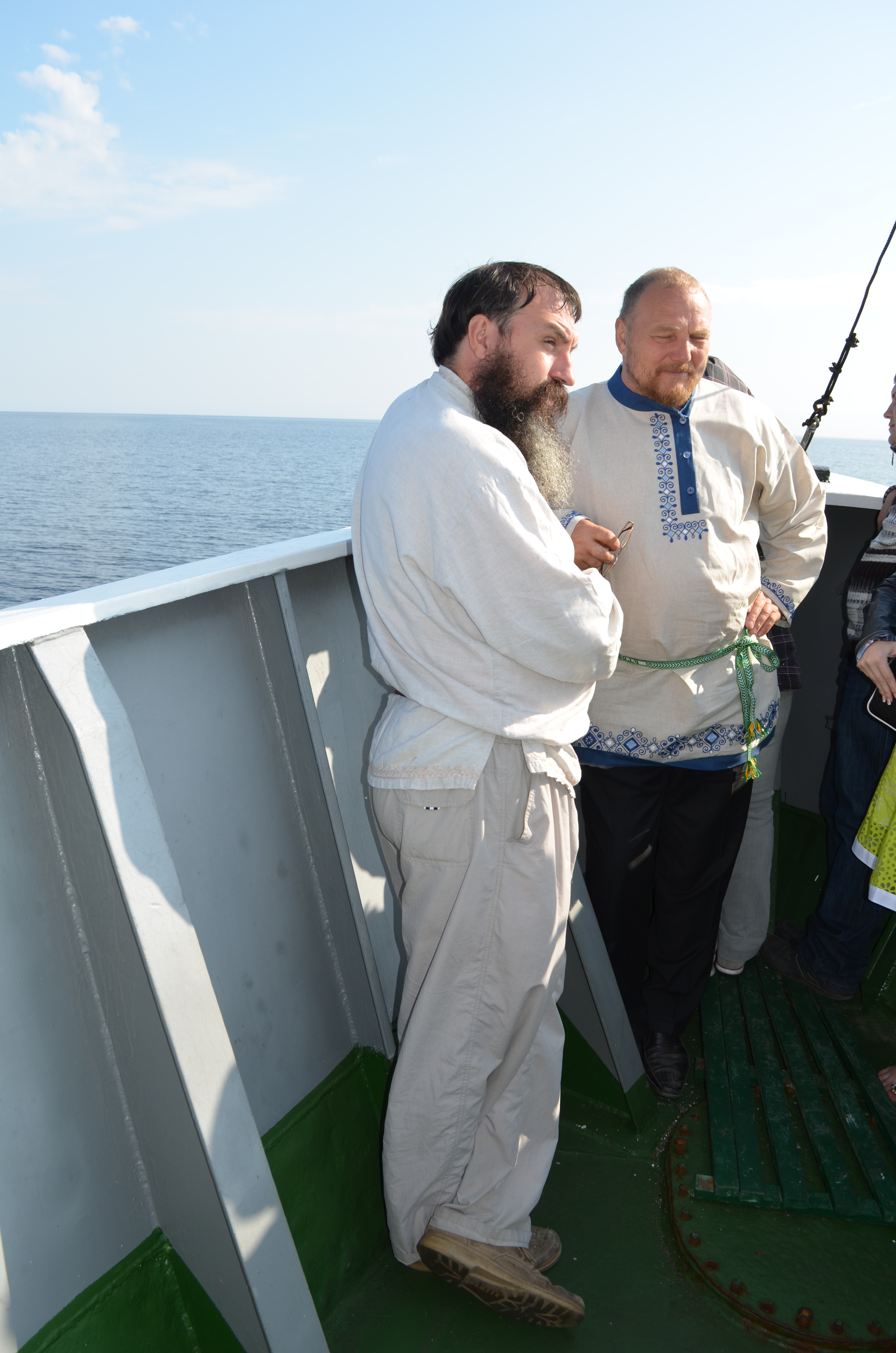
Поморські старообрядці

- Двоперсне, а не триперсне хресне знамення
- не дозволяються мирські типи богослужбового співу: оперне, партесне, хроматичне тощо. Церковний спів залишається строго монодичним, унісонним.
- богослужіння відбувається за Єрусалимським уставом у версії давньоруського типікону «Церковное око».
- нема характерних новообрядцям скорочень та замін. Кафізми, стихіри та пісні канонів виконуються повністю.
- не використовуються акафісти (крім «Акафиста Ісусу Сладчайшему» та «Акафисту Пресвятій Богородиці») та інші пізніші молитовні твори.
- не служиться великопісна служба Пасія, що має католицьке походження.
- не дозволяється стояння на колінах, бо це подібно до знущань римлян над Ісусом.
- зберігається «Начал», тобто особливі молитви перед і після кожної справи
- зберігається синхронність дій, бо церква за Символом Віри — Соборна, тобто все має робитися разом.
- Великою Агіасмою вважається вода, освяченна в вечір перед Богоявленням.
- Хресний хід ходиться «посолнь» (тобто за годинниковою стрілкою), що символізує ходу за Христом.
- у більшості течій схвалюється присутність християн у народному одязі часів Русі.
- важливе місце посідають різні види речитативу («погласиці») при читанні.
- зберігаються старі варіанти написання церковно-слов'янських слів (Ієросалим, священноинок (а не єромонах) тощо)
- використовуються 7, а не 5 просфор
- «сугуба» (подвійна) аллілуія, тобто «Аллилуїя, аллилуїя, слава тебе Боже», а не нове «Аллилуия, аллилуия, аллилуия, слава тебе Боже», бо «аллилуия» і так перекладається як «слава Богу!»
- зберігається 4 види поклонів і не дозволяється заміняти один іншим. Для земних поклонів використовують підручник — килимок, на який кладуть руки під час земних поклонів.
- зберігається деклароване в Апостольських правилах і правилах Соборів негативне ставлення до будь-яких проявів екуменізму.

### Символ віри

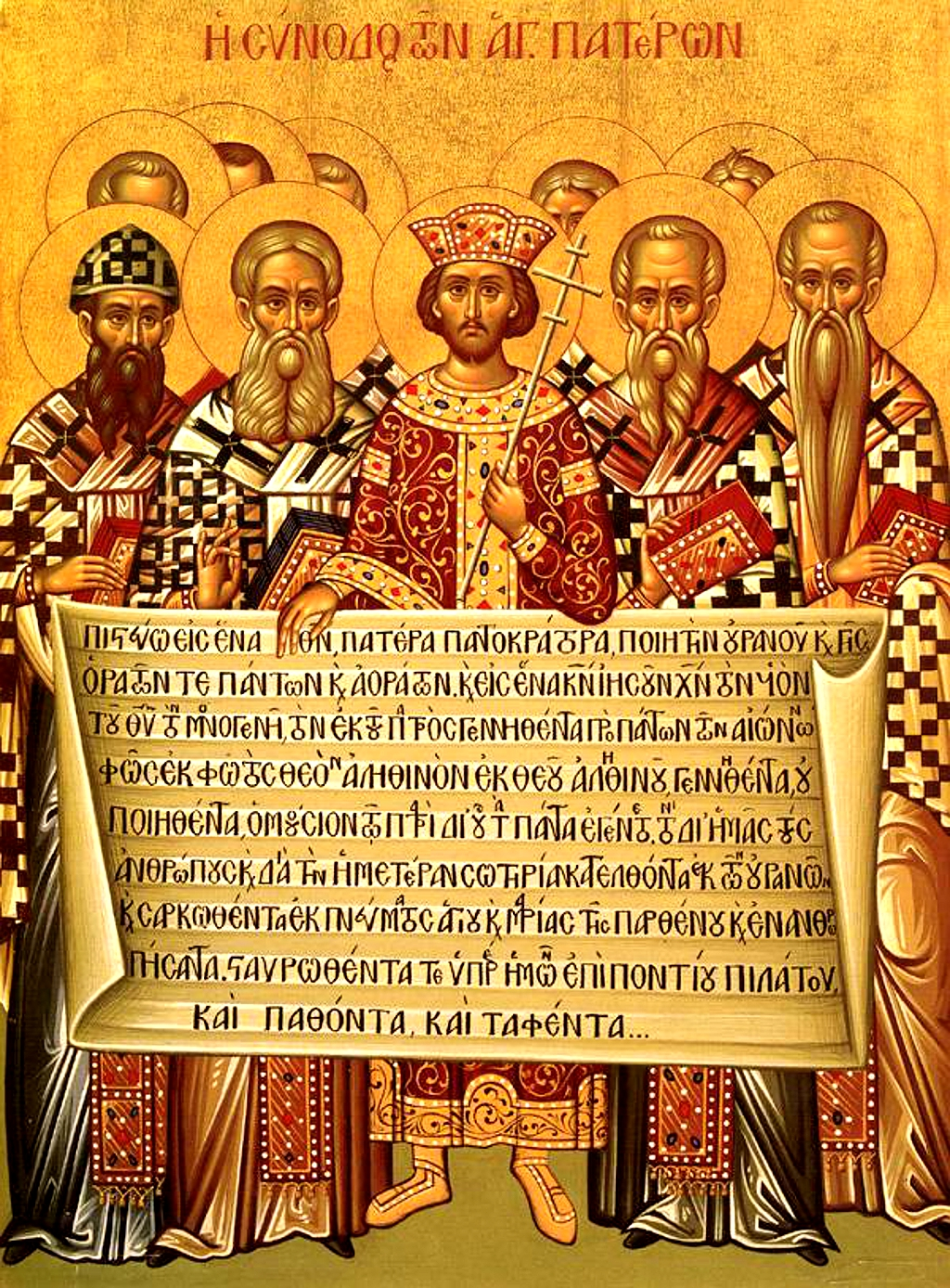
Ікона, що зображує святих отців Першого Нікейського собору (325), які тримають Нікейський символ віри (381)

В ході «книжкової справи» було внесено зміну в Символ віри: прибраний зіставний сполучник «а» в словах про віру в Сина Божія «рождена, а не сотворена». Із смислового зіставлення властивостей таким чином було отримано просте перерахування: «рождённого, не сотворённого».. Старообрядці різко виступали проти свавілля у викладі догматів і були готові «за єдиний аз» (тобто за одну букву «а») піти на страждання і смерть.
Порівняння тексту Символу Віри:
| Дореформенний текст               | «Новообрядний» текст           |
| --------------------------------- | ------------------------------ |
| Ісусъ, (Ісъ)                      | Іисусъ, (Іисъ)                 |
| Рожденна, а не сотворенна         | Рожденна, не сотворенна        |
| Его же царствію несть конца       | Его же царствию не будет конца |
| Господа истиннаго и животворящаго | Господа животворящаго          |

### Ім'я Ісус
У ході церковних реформ традиційне написання імені Христа Ісус було замінене на запозичення з грецького написання Іисус. Старообрядці продовжують дотримуватися традиційного написання.

### Трискладовий восьмикінечний хрест
Досконалою формою хреста у старообрядців вважається восьмиконечна; чотириконечний хрест, як запозичення з латинської церкви, не застосовується в ході богослужіння.

### Двоперстя

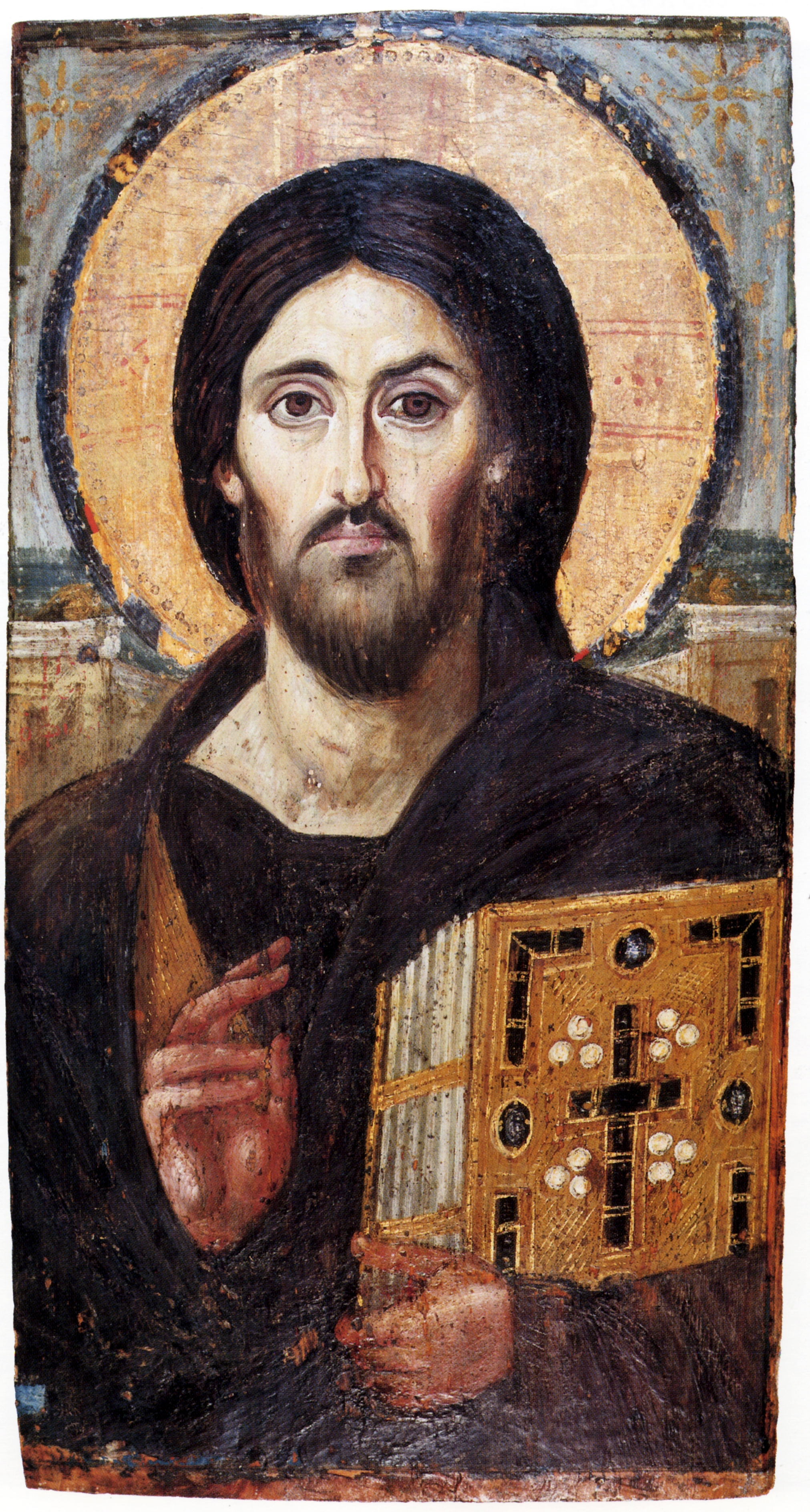
Двуперстний благословляючий жест. Одна з перших ікон Христа. З монастиря св. Катерини, Синай. VI ст.

В ході реформ патріарха Нікона піддалося зміні складання пальців (перстосложение) при здійсненні хресного знамення: мирянинові при хрестоподібному осяянні себе або кого-небудь наказувалося складати три пальці «пучкою», в ієрейському ж благословляючому жесті використовується т.з. «именословное перстосложение», в якому пальці знаменують собою букви імені Христа — ІС ХС.
Саме хресне знамення як частина передання сходить до перших століть християнства. Багатьма авторами — наприклад, Василем Великим воно відноситься безпосередньо до апостольського передання, проте письмових джерел про початкову форму перстосложіння, ймовірно, не існує.
На підтримку нововведеного по грецьких зразках того часу жесту приводилися посилання на твори про іменословне перстосложеніє Навплійського протопопа Миколи Малакси (XVI ст.). По його імені подібне перстосложеніє в старообрядницькому середовищі презирливо іменується «малаксой».
У багатьох післярозкольних джерелах, близьких Російській Православній церкві, приводиться теорія, по якій первинною формою перстосложенія було одноперстіє, яке згодом замінилося двоєперстієм і, нарешті, що остаточно затвердилося троєперстієм. Старообрядці ж наполягають на благочесті, старовині і істинності двоєперстія. Як доказ старовини двохперстного жесту, приводиться безліч стародавніх пам'ятників іконографії, в тому числі такі, що відносяться переданням до апостольських часів. При розгляді істинності жесту розкривають його символічний сенс: два персти означають два єства Сина Божія, при цьому трохи зігнутий середній палець означає «умаление» (кеносис) Божественної природи при очоловіченні Спасителя. Три інші персти сполучені як знак з'єднання і незмішання осіб Святой Трійці в єдиному Богові. Хрестоподібне осяяння на згадку про хрест Розп'яття здійснюється двома перстами, символізуючими Христа. При троєперстном хресному знаменні символ Христа замінюється символом Трійці, що дозволяє старообрядцям дорікати «никоніанам», що вони таким чином «розпинають Трійцю».

### Агнець
Агнець (слав. ягня) — літургійний хліб, який вживається у православній церкві для здійснення таїнства Євхаристії. Згідно з ученням Церкви, літургійні хліб і вино стають Тілом і Кров'ю Христа. Тілом і Кров'ю причащаються духовенство та віряни. Агнець готується священиком (або архієреєм) під час проскомідії. З проголошенням особливих молитов священик вирізає копієм частину просфори у формі куба. Решта частини просфори називається антидором. Такий спосіб приготування літургійного хліба виник, мабуть, в IX—X ст.: Із цього часу він починає згадуватися в богослужбовій літературі. Агнцем символічно називають Ісуса Христа: подібно старозавітним агнцям, принесеним в жертву заради позбавлення єврейського народу з єгипетського полону, Він віддав себе в жертву заради позбавлення людського роду від влади гріха.

### Сугуба Алилуя
У ході реформ Никона сугубе (тобто подвійне) проголошення «Алилуя», що в перекладі зі староєврейської мови означає «хваліть Бога», було замінено на тригубе (тобто на потрійне). Замість «Алилуя, Алилуя, слава тобі Боже» стали вимовляти «Алилуя, алилуя, алилуя, слава Тобі, Боже». На думку греко-росіян (новообрядців), потрійне проголошення Алилуя символізує догмат про Святу Трійцю. Проте старообрядці стверджують, що сугубе проголошення разом зі «слава Тобі, Боже» вже є прославленням Трійці, оскільки слова «слава Тобі, Боже» є одним з перекладів на слов'янську мову староєврейського слова Алилуя.
На думку старообрядців, стародавня церква говорила «Алилуя» двічі, тому й російська дорозкольна церква знала тільки подвійну Алилую. Дослідження показали, що в грецькій церкві потрійна Алилуя спочатку практикувалася рідко, і стала там брати гору тільки в XVII столітті. Подвійна Алилуя не була нововведенням, що з'явилися в Росії лише в XV столітті, як стверджують прихильники реформ, і тим більше не похибка або помилка в старих богослужбових книгах. Старообрядці вказують на те, що потрійна Алилуя була засуджена древньою російською церквою і самими греками, наприклад, преподобним Максимом Греком і на Стоглавому соборі.

### Поклони
Не допускається заміна земних поклонів на поясні.
Поклони бувають чотирьох видів:
1. «звичайний» — уклін до грудей чи до пупа;
2. «середній» — в пояс;
3. малий земний уклін — «метання» (від грец. «метаноя» — покаяння);
4. великий земний уклін — проскинеза.

У новообрядців і для священнослужителів, і для ченців, і для мирян пропонується класти поклони лише двох видів: поясні і земні (метання).
«Звичайний» уклін супроводжує кадило, палення свічок і лампад; інші творяться при молитві соборній та келійній за строго встановленими правилами.
При великому земному поклоні коліна і голову потрібно схилити до землі (підлоги). Після здійснення хресного знамення, простягнені долоні обох рук кладуться на подручник, обидві поруч, а потім голову нахиляють до землі стільки, щоб головою торкнутися рук на подручнику: коліна також схиляють до землі разом, не розводячи їх.
Метання виконуються швидко, одне за одним, що знімає вимогу про преклоніння голови до самого подручника.

### Богослужбовий спів
Після розколу православної церкви старообрядці не прийняли ні новий багатоголосний стиль співу, ані нову систему нотного запису. Плеканий старовірами крюковий спів (знаменний і демественний) отримав свою назву від способу запису мелодії особливими знаками — «знаменами» або «гаками». У знаменному співі існують певна манера виконання, тому в співочих книгах зустрічаються словесні вказівки: тихо, голосно (у повний голос), і косно або рівно (помірний темп співу).
У Старообрядницькій церкві співу приділяється високе виховне значення. Співати треба так, щоб «звуки вражали слух, а вкладена в них істина проникала в серце». Співоча практика не визнає класичну постановку голосу, що молитися людина повинна співаючи своїм природним голосом, у фольклорній манері. У знаменному співі немає пауз, зупинок, всі піснеспіви виконуються безперервно. Під час співу слід досягати однорідності звучання, співати якби в один голос. Склад церковного хору був виключно чоловічим, але через нечисленність співаків в наш час[коли?] практично у всіх старообрядницьких молитвах і церквах основу хорів становлять жінки.

### Іконопис

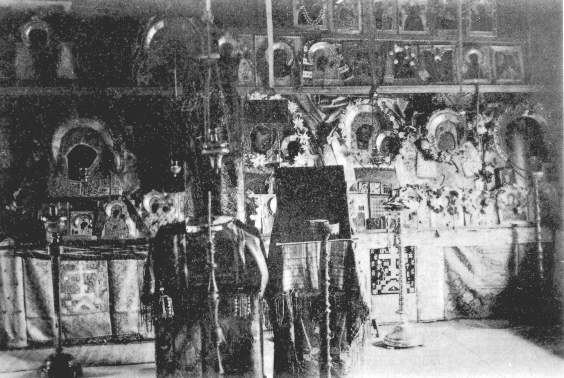
Моленна в Оленівському скиту
(фотографія кінця XIX століття)

Ще до церковного розколу в російському іконописі намітилися зміни, викликані впливом західноєвропейського живопису. Старообрядці активно виступали проти нововведень, відстоюючи традицію російської та візантійської ікони. У полемічних творах протопопа Авакума про іконопис вказувалося на західне (католицьке) походження «нових» ікон і жорстко критикувалося «живоподобіє» в роботах сучасних йому іконописців.
У «Поморських відповідях» зібрано і проаналізовано великий іконографічний матеріал, це було одне з перших в Росії порівняльних іконографічних досліджень.
У «правлячої» Російської православної церкви поступово почався занепад іконопису, що закінчився практично повним забуттям ікони до XIX століття. Старообрядці ж збирали «дорозкольні» ікони, вважаючи «нові» «безблагодатними». Особливо цінувалися ікони Андрія Рубльова, так як саме його роботи яко зразок називав Стоглав. Збирання старообрядцями стародавніх ікон породило цілу індустрію підроблених «під старовину» (подфурних) ікон. Старообрядці були основними (і, ймовірно, єдиними) експертами в іконописі та іконографії при пробудженні інтересу до російського іконопису на рубежі XIX—XX століть, при т. зв. «Відкритті ікони».
У значних старообрядницьких центрах склалися самостійні школи іконопису. Одна з найвідоміших на сьогодні — ветківська ікона.
Синод РПЦ заборонив використання литих ікон. Подібної заборони у старообрядців не існувало, а міднолиті ікони невеликого розміру, легко відтворювані за зразком, були зручні як при виробництві, так і при використанні у переслідуваних світською і церковною владами старовірів.

### Побут, культура, фольклор

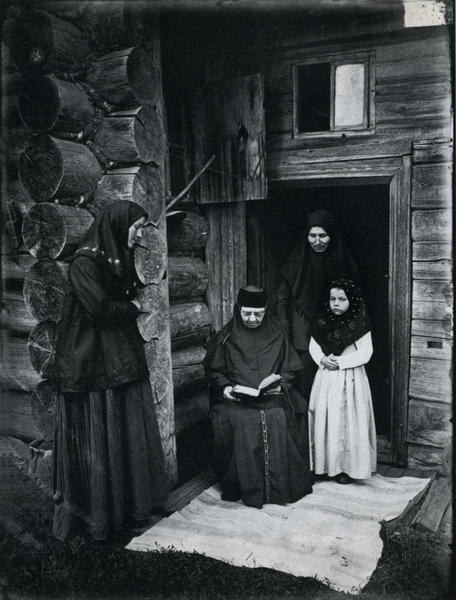
Уставщиці в Комаровському скиту

У старообрядців зберігалася своя система освіти, що включає заучування напам'ять безлічі молитов, навчання читанню та початків арифметики, знаменному співу. Основними підручниками традиційно були Азбука, Псалтир і Часослов. Особливо обдарованих дітей навчали слов'янському письму та іконопису.
Деякі безпопівські згоди (поморці, федосіївці та ін.) використовують хомовий спів, що вийшов з ужитку в XVII столітті.

## Основні підсумки розвитку старообрядництва
Незважаючи на переслідування з боку влади та офіційної церкви, багато старообрядців вистояло і зберегло свою віру.
Старообрядницькі громади продемонстрували здатність пристосовуватися до найважчих умов. Незважаючи на прихильність до старовини, вони відіграли значну роль у розвитку та зміцненні економічних відносин у Російській Імперії, часто проявивши себе працьовитими і підприємливими людьми.
Старообрядці докладали великих зусиль до справи збереження пам'яток середньовічної російської культури. У громадах дбайливо зберігалися стародавні рукописи і стародруки, старовинні ікони та церковне начиння.
Крім цього, вони створили нову культуру, в рамках якої все життя людини підпорядковувалося общинним, соборним рішенням. Ці рішення, у свою чергу, ґрунтувалися на постійному обговоренні і роздумі над християнськими догмами, обрядами і Святим письмом.
Архієпископ Андрій Уфимський (князь Ухтомський), єпископ Православної Російської Церкви, один із засновників і лідерів катакомбної церкви в СРСР, так оцінив попівське старообрядництво:

Історичні заслуги старообрядництва перед церковним і російським народом величезні. Такі вони в минулому і ще більше так зване старообрядництво може зробити доброго в майбутньому. Але і православні, і старообрядці повинні пам'ятати, що старообрядництво є релігійно-культурно-побутове, а не тільки вузько обрядове явище. Що це не перебільшення, а історична правда, ми можемо привести достовірні докази:
1. Старообрядці, захищаючи чистоту Євангельського християнства, повстали проти самовладдя ієрархії в особі патр. Нікона і зберегли тим чистоту російського православ'я.
2. Старообрядці все своє життя прагнули здійснити справжню свободу духу, соціальну рівність і церковне братство, і в цьому відношенні старообрядницький прихід є зразком християнської громади.
3. Старообрядці виробили чудову формулу ставлення до церковних обрядів. Вони кажуть, що обряди — це дорогоцінна посудина, що зберігає в собі церковні почуття (…).
4. Старообрядці донесли до наших днів світлий ідеал пастиря — батька приходу і молитовника, і керівника громадської совісті. У старообрядців ніколи не було приказки «що не піп, то батько», (…). Для старообрядця парафіяльний пастир — неодмінно вибірний, це дійсно свіча, поставлена перед престолом Божим.
5. Енергійно протестуючи проти гордовитих папістичних домагань ієрархії, старообрядці ніколи не переставали протестувати і проти насильств над совістю з боку цивільної царської влади, і коли петербурзький режим став гнути в баранячий ріг церковну громаду, старообрядці вжили всі сили, щоб зберегти собі свободу церковно-громадського самовизначення, і цю свободу вони у себе здійснили (…).

## Переслідування старообрядців
Втеча старообрядців почалася після Собору 1667 року. Особливо посилилася втеча за кордон під час правління Цариці Софії, під час Іоакимового патріаршества. Утікали до Речі Посполитої, Шведської імперії, Пруссії, в Османську імперію, в Китай і Японію. При Петрі I, за відомостями Сенату, втекло понад 900 тисяч душ. У відношенні до загального числа тодішнього населення Московського царства це становило близько десяти відсотків, а у відношенні до виключно російського населенню ця кількість втікачів становила набагато більший відсоток. Масштаби катастрофи можна зрозуміти, порівнявши з чисельністю еміграції під час громадянської війни 1917—1922 років. Тоді вона становила всього 1 млн при населенні Росії 150 млн, тобто тільки 1,5 % а не 10 %. За кордоном старообрядці селяться великими колоніями, будують свої церкви, монастирі, скити. У Російській імперії існували свої великі старообрядницькі центри. Найвідоміші з них: Керженець, Стародуб, Клинці, Новозибків, Вєтка, Іргиз, Вигореція.
Керженець — назва річки в Нижньогородській губернії. У густих лісах вздовж річки до кінця XVII століття існувало до сотні старообрядницьких обителей — чоловічих і жіночих. Розгром Керженца почався за Петра I. У Нижньому Новгороді був страчений знаменитий старообрядницький диякон Олександр, що склав книгу Відповідей на питання Питирима: йому відрубали голову, а тіло його спалили і попіл кинули у Волгу. Після розгрому Керженця старовіри втекли на Урал, в Сибір, у Стародуб, на Вєтку і в інші місця. Вихідців з Керженськиїх скитів на Уралі і в Сибіру стали називати кержаками, цей термін в подальшому поширився на всіх старообрядців Уралу і Сибіру.
Стародуб знаходиться в північній частині України — у колишніх Новозибківському й Суразькому повітах Чернігівської губернії. Гоніння почалися за часів правління Софії. Частина старообрядців втекла з Стародуб'я в Вєтку.
Вєтка знаходиться в сучасній Білорусі. За часів розколу знаходилася на території Великого князівства Литовського. Перший розгром Вєтки стався в 1735. 40 000 чоловік були переселені в Східний Сибір і Забайкалля. Ці події отримали назву «Першого вигнання». У 1765у сталася друга вигонка, а пізніше і третя. Остання партія старообрядців була доставлена в Забайкалля в 1795 році.
Іргиз — притока Волги в Саратовській і Самарській губерніях. Заселений за часів Катерини II на запрошення імператриці. За часів правління Миколи I всі іргизькі монастирі були розгромлені і відібрані у старообрядців.
Досить велика кількість старообрядців збереглася в Уральському козачому війську. Однією з причин за якою козаки охоче підтримали Пугачова, була відплата «хрестом і бородою», тобто збереженням старообрядницьких традицій. Перед стратою на Болотній площі один з головних сподвижників Пугачова Перфіл'єв відмовився сповідатися у священика-никоніанина — «…через розкольницьку свою черствість він не захотів висповідатися і прийняти божествене причастя». У 1802 уральські козаки-старовіри відмовилися підкоритися введенню погонів на новій козачій армійській уніформі, вважаючи їх «антихристовими» знаками. Оренбурзький генерал-губернатор Волконський в 1803 році вислав до Уральська каральну експедицію. Козаків наказали шмагати, поки ті не вдягнуть форму, зашмагали до смерті кілька десятків людей. Причиною останньої смути у війську 1874 року послужила відмова від прийняття присяги, передбаченої новим положенням про військову службу. Більшість прихильників старої віри вважали неможливим принесення будь-яких клятв. Кілька сотень упертих козаків було вислано в глухі зауральські пустелі, а 1877-го за ними були вислані їхні сім'ї.

## Відомі старообрядці
- Аввакум Петрович

### Державні діячі
- Брагін Василь Євграфович — землевласник з селян, благодійник, депутат Державної думи Російської імперії I скликання від Пермської губернії.
- Видрін Степан Семенович — станичний отаман Оренбурзького козачого Війська, депутат Державної думи Російської імперії I скликання від Оренбурзької губернії.
- Гучков Олександр Іванович — російський політичний діяч, голова Державної Думи Російської імперії.
- Коржаков Олександр Васильович — голова служби безпеки президента Росії Бориса Єльцина з 1991 р. по 1996 р.
- Кудюкін Павло Михайлович — радянський дисидент, співголова СДПР в 1990-92 рр., заступник міністра праці РФ в 1992-93 рр., викладач Вищої Школи Економіки.
- Лихачов Дмитро Сергійович — російський і радянський вчений, філолог, мистецтвознавець, громадський діяч.
- Морозов Сава Тимофійович — російський підприємець і меценат, засновник династії Морозових.
- Романов Венедикт Миколайович — діяч Донського козацтва.
- Рябушинський Павло Павлович — російський громадський і політичний діяч, видавець.
- Третьяков Павло Михайлович — меценат, засновник Третьяковської галереї.

### Купці, банкіри і промисловці
- Бугров Микола Олександрович — молодший представник нижегородських купців-старообрядців Бугрових, хлібопромисловець, фінансист, домовласник, меценат і великий благодійник Нижегородської губернії і один з найбільших в Росії.
- Бурилін Дмитро Генадійович — іваново-вознесенський фабрикант, меценат і колекціонер з купецької династії Буриліних.
- Громов Василь Федулович — російський купець другої гільдії, лісопромисловець, садівник і благодійник.
- Ковилін Ілля Олексійович — московський купець.
- Кокорєв Василь Олександрович — підприємець, меценат, російський економіст.
- Кузнєцов Матвій Сидорович — підприємець, фабрикант порцеляни.
- Мальцеви — купецька династія Надволжя, «хлібні королі».

### Учасники Франко-російської війни 1812 року
- Платов Матвій Іванович — військовий отаман Донського козачого війська, генерал від кавалерії. Отримав графський титул за проявлену в війнах з Наполеоном хоробрість.

### Вчені
- Ухтомський Олексій Олексійович — фізіолог, академік Академії наук СРСР (1935), творець вчення про домінанту.